# Perfusie

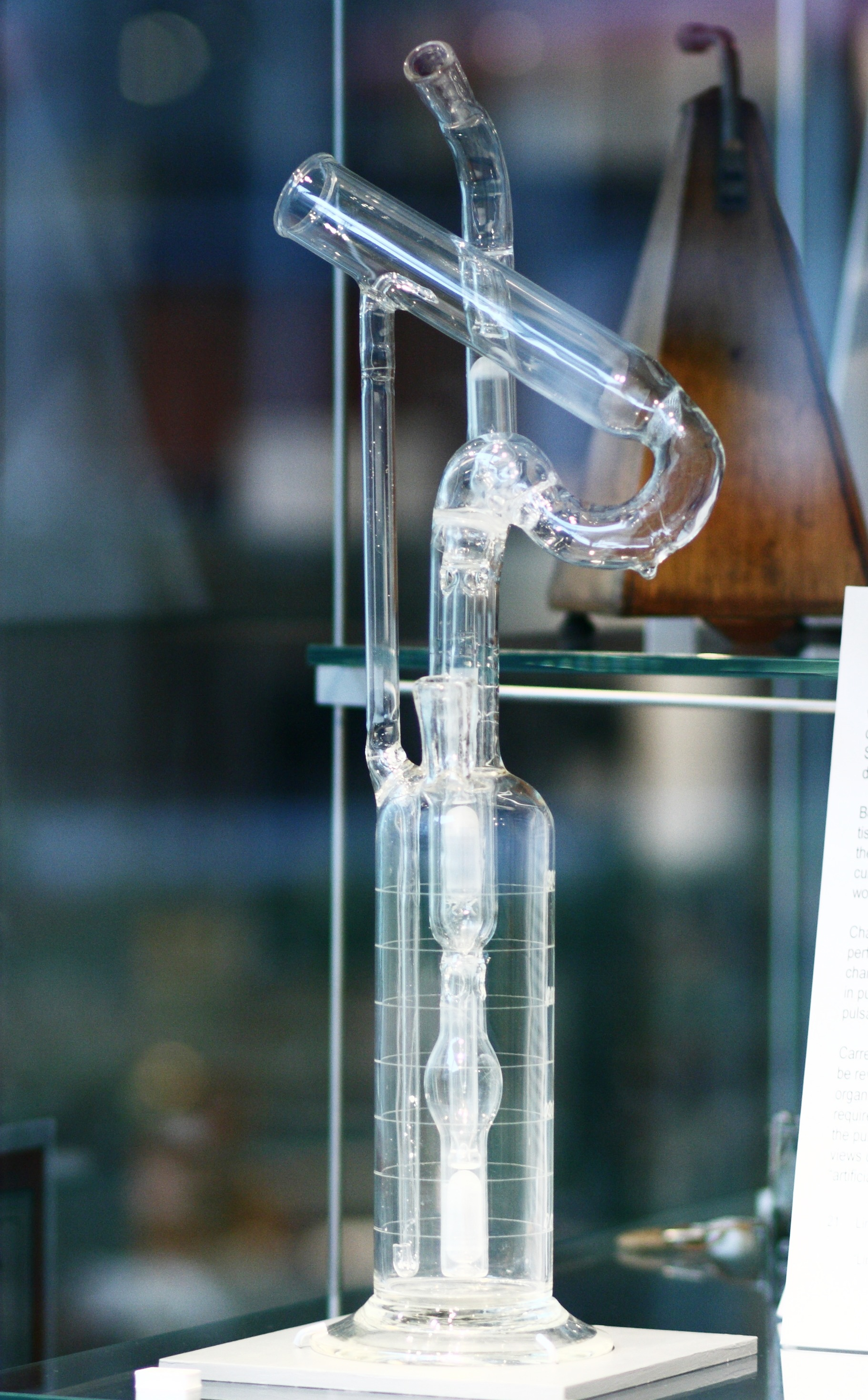
Een Lindbergh-perfusiepomp uit 1935, een apparaat voor het op gang brengen van perfusie

Perfusie of doorbloeding, is de toevoer van bloed door het bloedvatenstelsel naar een bepaald orgaan of weefsel. Deze worden zo van zuurstof en voedingsstoffen  voorzien die in het bloed zitten opgelost. Tevens worden afvalstoffen, afkomstig van de stofwisseling in de weefselcellen, eveneens opgelost in het bloed, afgevoerd. Onvoldoende doorbloeding van een bepaald orgaan, of ischemie, treedt op als gevolg van plaatselijke 
vaatvernauwing, of als gevolg van hartfalen.
In de geneeskunde verwijst 'perfusie' ook naar het via de ader toedienen van een vloeistof met een zoutoplossing of geneesmiddelen (infuus). De perfusiesnelheid wordt uitgedrukt in ml/min/g. Tijdens chirurgische ingrepen, met name operaties waarbij het hart tijdelijk wordt stilgelegd, is het noodzakelijk dat de bloedcirculatie van de patiënt in stand blijft. Het handhaven en monitoren van de natuurlijke perfusie tijdens een operatie is de taak van een klinisch perfusionist.